# Steffen Gründel
Steffen Viktor Gründel (* 16. Juni 1955 in Dresden; † 5. September 2020 in Altenburg) war ein deutscher Polizeibeamter. Er wurde bekannt durch seine Arbeit in der Verbrechensprävention bei Kindern.

## Leben
Steffen Gründel absolvierte in den 1990er Jahren an der Thüringer Fachhochschule für öffentliche Verwaltung im Fachbereich Polizei ein Studium und schloss dieses mit dem Diplom-Verwaltungswirt (FH) ab. Bis Ende 2015 war er als Polizeibeamter im gehobenen Dienst der Landespolizei des Freistaates Thüringen tätig.
Er war sowohl als Referent im Bereich der Kriminalprävention für Senioren als auch als Verhaltenstrainer in Kindereinrichtungen und Schulen tätig. Ab 2006 befasste er sich mit der Herstellung von Präventionsmaterialien zum Thema Geh nicht mit Fremden mit! Nimm nichts von Fremden an!. Er war Entwickler eines dafür speziell hergestellten Präventionssets sowie mehrerer Lernmodule. Die Materialien können durch Pädagogen in Kindereinrichtungen und Grundschulen selbständig genutzt werden.
Die Projekte Policat rät: Nicht nur Schokolade! und Nina und der Fremde wurden auf Anfrage in Kindereinrichtungen und Schulen von ihm ehrenamtlich begleitet.
Nach Ende seiner Dienstzeit war er im Weißen Ring e. V. als Mitarbeiter der Außenstelle Altenburger Land und als Präventionsbeauftragter des Landesverbands Thüringen des Weißen Ringes tätig.

## Ehrungen und Auszeichnungen
- 2011 Goldene Ehrennadel des Landkreises Altenburger Land
- 2012 Auszeichnung der Stadt Altenburg für das außerordentliche ehrenamtliche Engagement
- 2012 Thüringer des Monats Februar 2012[2]
- 2012 Thüringer des Jahres 2012[3]
- 2012 Nominierung für den Deutschen Engagementpreis
- 2012 Kommunaler Initiativpreis (3. Platz) des Kommunalpolitischen Forums Thüringen e.V.
- 2013 Web Award (2. Platz) des Bad Köstritzer Unternehmensvereins
- 2014 Web Award (1. Platz) des Bad Köstritzer Unternehmensvereins
- 2016 Verdienstmedaille des Verdienstordens der Bundesrepublik Deutschland[4][5]

## Film
- 2006: Drehbuch „Nina und der Fremde“ (Autor: Steffen Gründel)

## Veröffentlichungen
- 2007 Nina und der Fremde, Geschichte, Leseheft – 16 Seiten, Autor: Steffen Gründel
- 2007 Nina und der Fremde, Geschichte, Kniebuch – 22 Seiten, Autor: Steffen Gründel
- 2008 Nina und der Fremde, Handreichung für Pädagogen – 57 Seiten, Autor: Steffen Gründel
- 2012 Buch Unterwegs 2006 bis 2012, 176 Seiten, Autor: Steffen Gründel
- 2016 Anleitung Lernsoftware Policat virtuell unterwegs, 32 Seiten Autor: Steffen Gründel